# أندي غولدزورثي
أندي غولدزورثي (بالإنجليزية: Andy Goldsworthy) هو عالم بيئة ومصور وفنان بريطاني، ولد في 26 يوليو 1956 في تشيشير في المملكة المتحدة.

## وصلات خارجية
- أندي غولدزورثي على موقع IMDb (الإنجليزية)
- أندي غولدزورثي على موقع مونزينجر (الألمانية)
- أندي غولدزورثي على موقع ألو سيني (الفرنسية)
- أندي غولدزورثي على موقع ديسكوغز (الإنجليزية)
- أندي غولدزورثي على موقع قاعدة بيانات الفيلم (الإنجليزية)
- أندي غولدزورثي على موقع كينوبويسك (الروسية)